# Hrvaćani (gmina Prnjavor)
Hrvaćani (cyr. Хрваћани) – wieś w Bośni i Hercegowinie, w Republice Serbskiej, w gminie Prnjavor. W 2013 roku liczyła 405 mieszkańców.